# Росита (Тексас)
Росита (енгл. Rosita) насељено је место без административног статуса у америчкој савезној држави Тексас.

## Демографија
По попису из 2010. године број становника је 2.704.
| Група             | 2000.    | 2010.         |
| Белци             | 0 (0,0%) | 29 (1,1%)     |
| Афроамериканци    | 0 (0,0%) | 6 (0,2%)      |
| Азијати           | 0 (0,0%) | 1 (0,0%)      |
| Хиспаноамериканци | 0 (0,0%) | 2.336 (86,4%) |
| Укупно            | 0        | 2.704         |